# Феррідей (Луїзіана)
Феррідей (англ. Ferriday) — місто (англ. town) в США, в окрузі Конкордія штату Луїзіана. Населення — 3189 осіб (2020).

## Географія
Феррідей розташований за координатами 31°38′3″ пн. ш. 91°33′22″ зх. д. / 31.63417° пн. ш. 91.55611° зх. д. (31.634179, -91.556170).  За даними Бюро перепису населення США в 2010 році місто мало площу 4,22 км², уся площа — суходіл.

### Клімат
| Клімат : Феррідей       | Клімат : Феррідей | Клімат : Феррідей | Клімат : Феррідей | Клімат : Феррідей | Клімат : Феррідей | Клімат : Феррідей | Клімат : Феррідей | Клімат : Феррідей | Клімат : Феррідей | Клімат : Феррідей | Клімат : Феррідей | Клімат : Феррідей | Клімат : Феррідей |
| Показник                | Січ.              | Лют.              | Бер.              | Квіт.             | Трав.             | Черв.             | Лип.              | Серп.             | Вер.              | Жовт.             | Лист.             | Груд.             | Рік               |
| Абсолютний максимум, °C | 28,3              | 29,4              | 32,8              | 33,3              | 37,2              | 38,9              | 38,9              | 40,6              | 39,4              | 36,7              | 30,6              | 28,3              | 40,6              |
| Середній максимум, °C   | 13,9              | 17,2              | 21,1              | 25,0              | 28,3              | 31,7              | 33,3              | 32,8              | 31,1              | 26,1              | 20,0              | 15,0              | 24,4              |
| Середній мінімум, °C    | 3,9               | 5,0               | 9,4               | 12,8              | 17,2              | 20,6              | 22,2              | 21,7              | 18,9              | 12,8              | 8,9               | 5,0               | 13,3              |
| Абсолютний мінімум, °C  | −15,6             | −13,3             | −7,8              | −2,2              | −1,1              | 9,4               | 12,8              | 10,0              | 4,4               | −2,8              | −7,8              | −15               | −15,6             |
| Норма опадів, мм        | 164               | 128               | 171               | 154               | 139               | 119               | 102               | 99                | 95                | 101               | 142               | 164               | 1578              |
| ----------------------- | ----------------- | ----------------- | ----------------- | ----------------- | ----------------- | ----------------- | ----------------- | ----------------- | ----------------- | ----------------- | ----------------- | ----------------- | ----------------- |
| Джерело:                |                   |                   |                   |                   |                   |                   |                   |                   |                   |                   |                   |                   |                   |

## Демографія
Згідно з переписом 2010 року, у місті мешкало 3511 осіб у 1310 домогосподарствах у складі 860 родин. Густота населення становила 832 особи/км².  Було 1497 помешкань (355/км²).
Расовий склад населення:
| - 83,4 % — чорних або афроамериканців - 15,4 % — білих - 0,3 % — корінних американців - 0,3 % — азіатів |

До двох чи більше рас належало 0,5 %. Частка іспаномовних становила 0,3 % від усіх жителів.
За віковим діапазоном населення розподілялося таким чином: 31,7 % — особи молодші 18 років, 55,8 % — особи у віці 18—64 років, 12,5 % — особи у віці 65 років та старші. Медіана віку мешканця становила 31,9 року. На 100 осіб жіночої статі у місті припадало 79,0 чоловіків;  на 100 жінок у віці від 18 років та старших — 70,7 чоловіків також старших 18 років.
Середній дохід на одне домашнє господарство  становив 32 552 долари США (медіана — 16 307), а середній дохід на одну сім'ю — 39 152 долари (медіана — 33 493). За межею бідності перебувало 42,3 % осіб, у тому числі 58,5 % дітей у віці до 18 років та 11,2 % осіб у віці 65 років та старших.
Цивільне працевлаштоване населення становило 1260 осіб. Основні галузі зайнятості: освіта, охорона здоров'я та соціальна допомога — 38,3 %, роздрібна торгівля — 12,8 %, публічна адміністрація — 9,8 %.